# Факултет за туристички и хотелијерски менаџмент Универзитета Сингидунум
Факултет за туристички и хотелијерски менаџмент (скраћено ФТХМ) је факултет у склопу интегирсаног Универзитета Сингидунум. Седиште Факултета се налази у београдском насељу Вождовац, уз додатне центре у Новом Саду и Нишу.
Водећа је високошколска институција у региону за образовање стручних кадрова из области туризма и хотелијерства. Добитник је сертификата Светске туристичке организације за студијске програме основних и мастер академских студија.